# Bodrogközi Múzeumporta
A Bodrogközi Múzeumporta egy 2015-ben átadott Szabadtéri néprajzi múzeum Cigándon, amely a 2000-ben alapított Cigándi Falumúzeum kibővült intézménye. A hagyományőrző centrum céljának tekinti a bodrogközi népi hagyományok ápolását mind a tárgyi, mind a szokáskultúra területén. A projekt a felnövekvő generációk kötődését igyekszik erősíteni ezekhez a hagyományokhoz. A múzeum olyan eseményekkel, rendezvényekkel és nem formális tanulási alkalmakkal egészíti ki a kiállítási és őrzött anyagok bemutatását, amely biztosítja a résztvevők aktivitását. 
A múzeum a térség legnagyobb és legaktívabb néprajzi tájmúzeuma, amely Cigánd és a Bodrogköz kulturális, néprajzi és történeti értékeit jeleníti meg. 

## Fekvése, megközelítése
Cigánd központi belterületén, a település Fő utcája mentén található. 
Sárospatak, Kisvárda vagy Pácin felől érkezve, a város északi csücskét keresztező főutak körforgalmánál, a centrum felé kb. 700 métert haladva találhatjuk a Fő utca jobb oldalán. A múzeum főbejárata előtt kiépített parkoló és kerékpártároló is van.

## Története

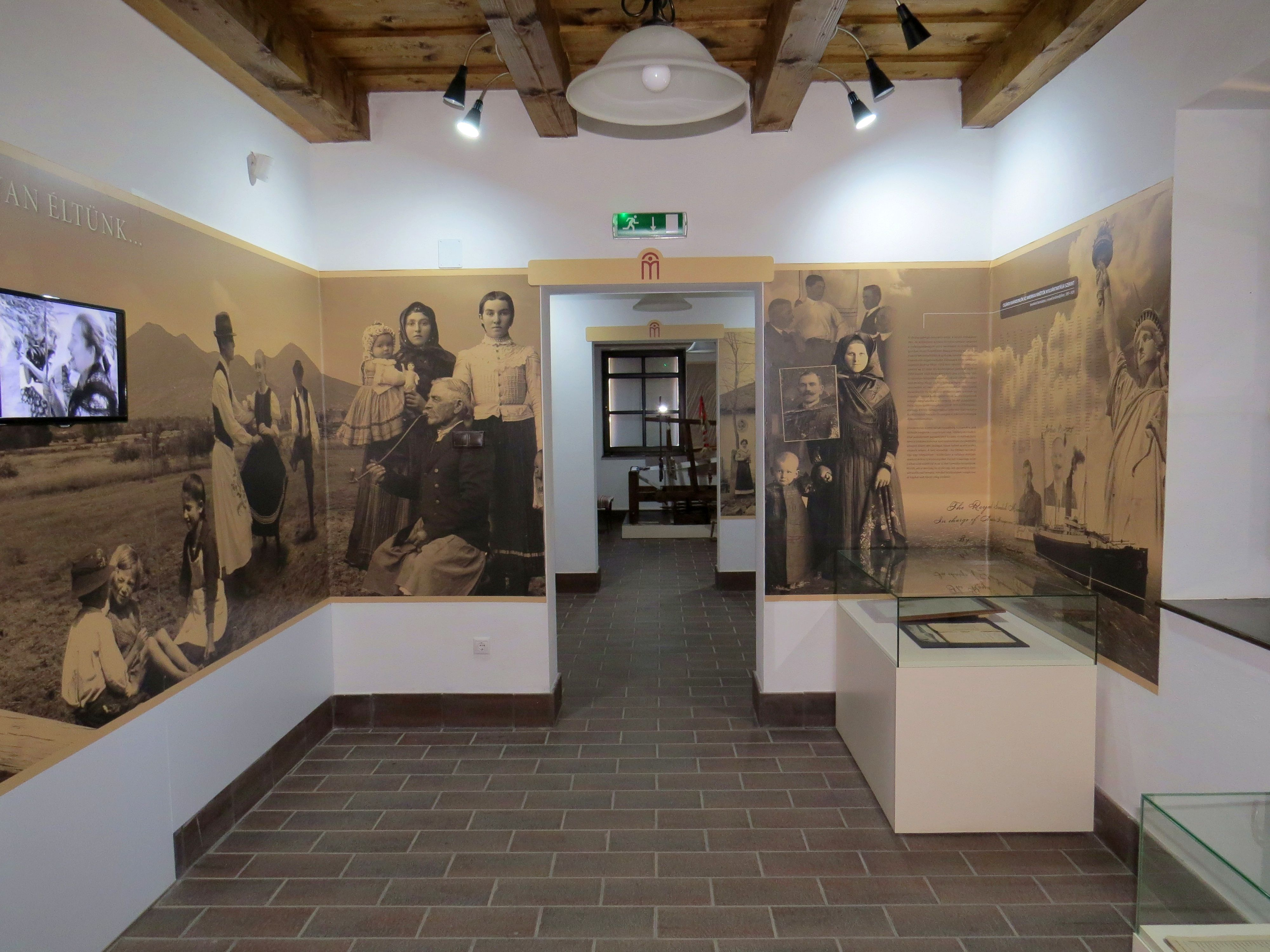
A Sőregi-ház belső tárlatának egyik részlete

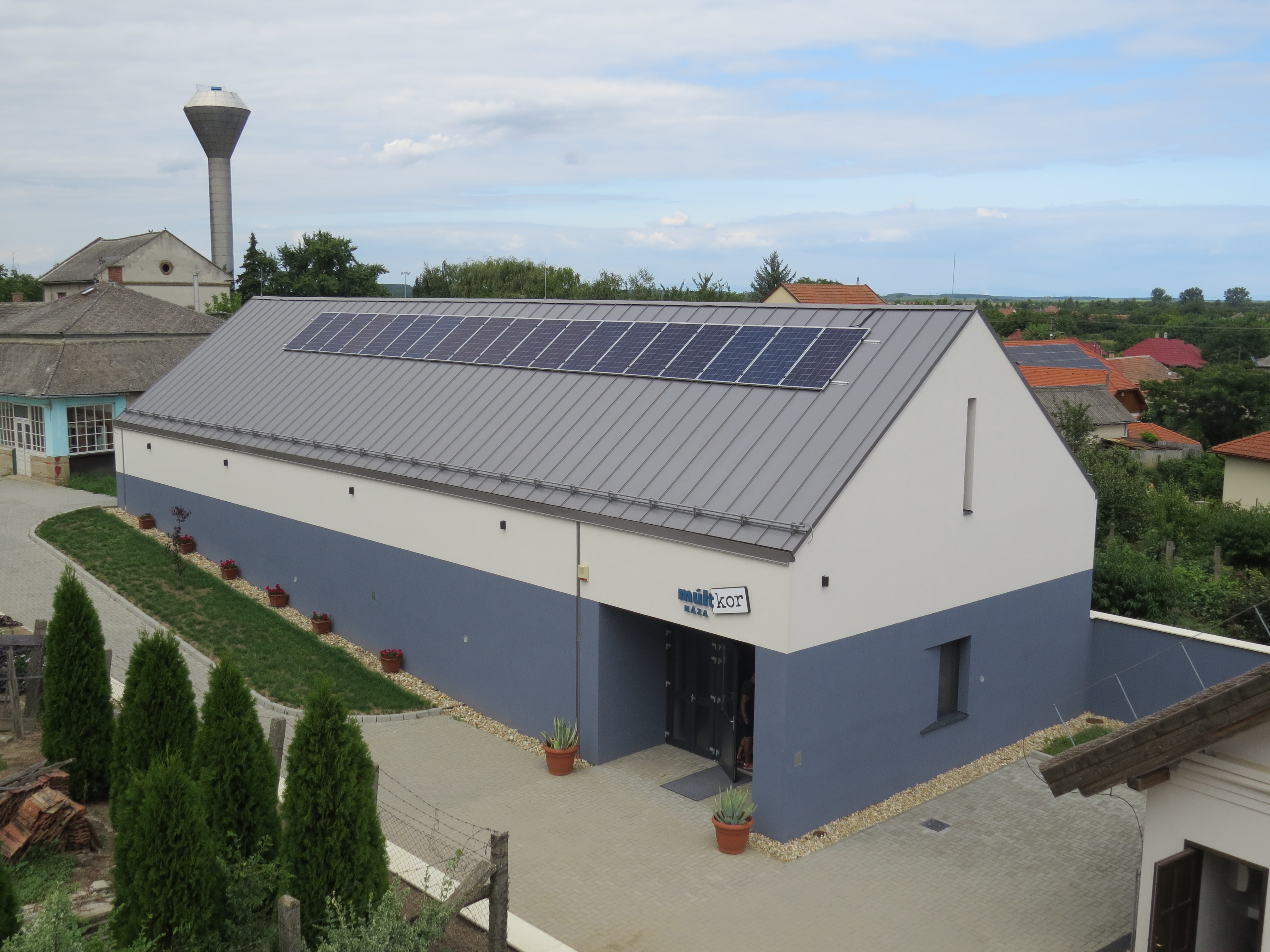
A Múlt-kor Háza épülete

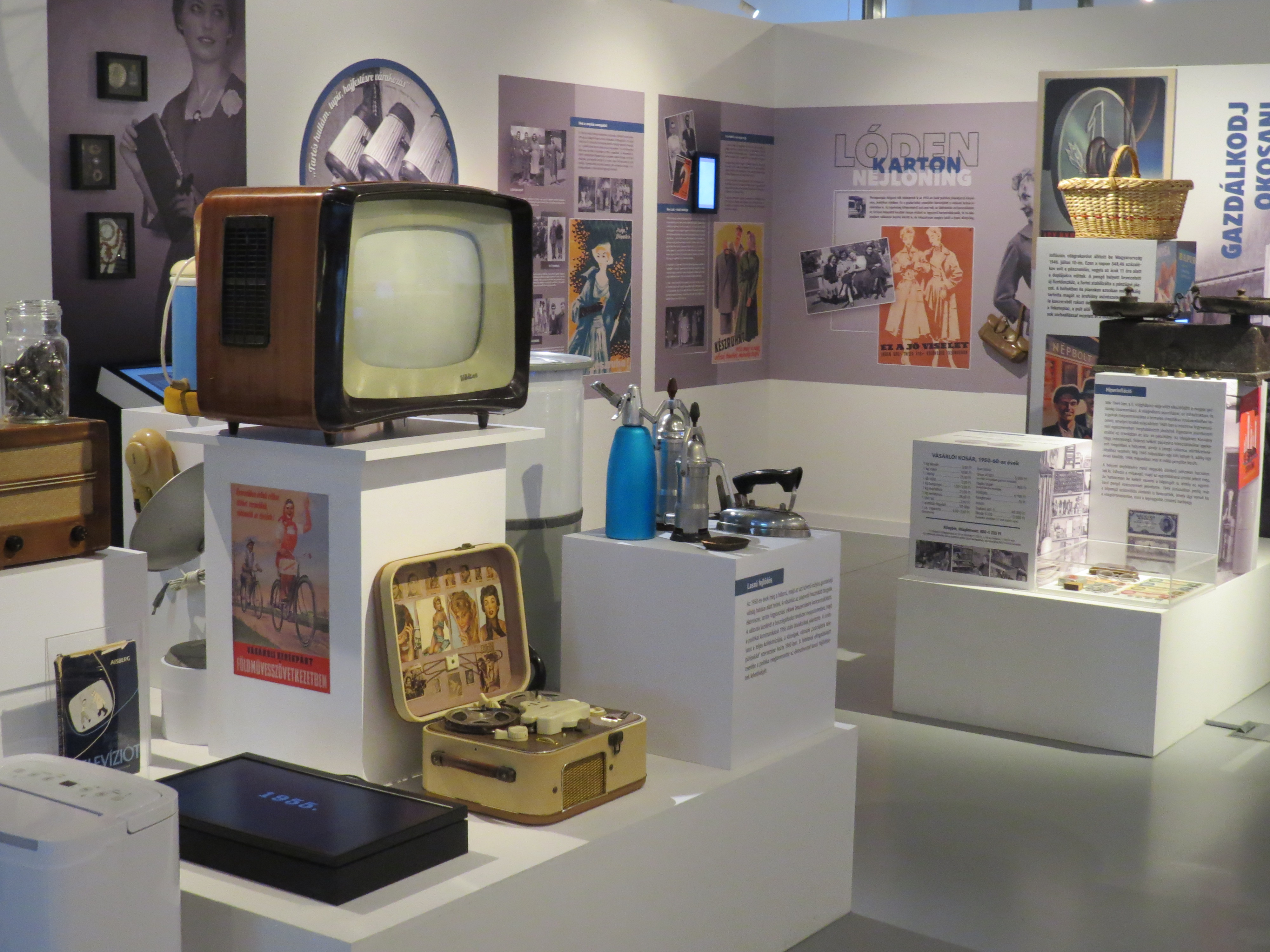
A Múlt-kor Háza belső tárlatának egyik részlete

A Bodrogközi Múzeumporta elődje a 2000-ben alapított Cigándi Falumúzeum, melynek gyűjteménye időközben jelentősen gyarapodott,  
így a  Bodrogköz Tájmúzeumáért Alapítvány tevékenységével a meglévő Tájház - Falumúzeum jelentős fejlesztését tervezték. Cigánd és Királyhelmec összefogásával, az európai uniós pályázaton megnyert magyar-szlovák együttműködési program keretében, 2014 nyarától kezdték el a Bodrogközi Skanzen kialakítását.  
A  „Múzeumok Párbeszéde”  című szlovák-magyar határon átnyúló projekt fő célja a Tisza-szabályzás hatásainak bemutatása interaktív múzeumi terek és tárlatok kialakításával, és a modern múzeumpedagógia eszköztárak fejlesztésével.  
A beindult beruházásnak köszönhetően Cigándon megépült egy új, „korhű” alápincézett múzeumi épület, egy többállásos nyitott szín raktárral, megújult a falumúzeum tájháza, bővült a meglévő gazdasági épület, átalakult a táncpajta, egy 7,5 méter magas őrtorony, valamint melléképületek és kerítés épült. A Múzeumporta körül létrehozott fejlesztések sokasága közül, a legjelentősebb elem a Sőregi ház felépülése, amely az ország egyik legmodernebb néprajzi kiállítását mutatja be, interaktív eszközökkel. 
A Cigándi Falumúzeum épületeinek és kiállítási anyagának bővülésével, létrejött a Bodrogköz legnagyobb és legösszetettebb programú ilyen jellegű múzeum együttese. Az új szabadtéri néprajzi múzeum, 2015. augusztus 20-án nyitotta meg kapuit, Bodrogközi Múzeumporta néven.
2021. június 18-án a Múzeumporta ismét egy új kiállítótérrel és kiállítással gazdagodott, amikor átadták a Múlt-kor Háza épületét. A Széchenyi 2020 program keretében megvalósult beruházás, modern szemléltető eszközökkel mutatja be a magyar vidéki élet 1945–1968 közötti időszakát. A fotók és a tárgyak nagy részét cigándi és bodrogközi lakosok, valamint az innen elszármazottak családjai adományozták a Múzeumportának. A kiállítás olyan tárgyak bemutatására törekszik, amelyek a mindennapok és az ünnepek azon részleteit emelik ki, amelyeken keresztül jól követhető e változások történeti folyamata.
2022. augusztus 19-én nyílt meg a "Szösztől a szőttesig" című időszaki, látványtári kiállítás a Múzeumporta egyik legrégebbi épületében, amely a Tanítóház nevet viseli. A Cigánd 100 ünnepségsorozat hivatalos megnyitója előtt átadott tárlat és múzeumpedagógiai foglalkoztató, a szőtteskészítés egész folyamatát mutatja be, illetve megismerhetővé sőt kipróbálhatóvá teszi azt a fiatal korosztályok számára is. A kiállításnak helyet adó épület a hagyományos kiállítási, múzeumpedagógiai funkciókon túlmenően előadások és mini-konferenciák helyszíneként is szolgál. A fejlesztés a Nemzeti Kulturális Alap Magyar Géniusz programjának támogatásával valósult meg.
A múzeumporta 2023. július 29-én az első Bodrogközi Vadászfesztivál és Vadászkiállítás helyszínéül szolgált.

## Díjai
A Pulszky Társaság – Magyar Múzeumi Egyesület pályázatán „AZ ÉV KIÁLLÍTÁSA 2015” A BÍRÁLÓ BIZOTTSÁG KÜLÖNDÍJÁT a Bodrogközi Múzeumporta érdemelte ki a Sőregi-ház állandó kiállításáért, mely a szakmai alapokra épülő tárlatában kiválóan és vonzóan alkalmazza a legmodernebb eszközöket. Az alkotók: Á. Tóth József tartalmi és vizuális tervezés; Oláh Szabolcs, Szvoboda László, Uglyai-Kovács Levente audiovizuális tartalom elkészítése; Viga Gyula szakmai koncepció, etnográfiai tartalom.
- A díjnyertes kiállítás: videó

A Pulszky Társaság – Magyar Múzeumi Egyesület pályázatán „AZ ÉV MÚZEUMA 2015” A BÍRÁLÓ BIZOTTSÁG ELISMERŐ OKLEVELÉT érdemelte ki a Bodrogközi Múzeumporta, Cigánd, közösségi szerepéért, a példaértékű, hosszútávú fejlesztését, a Bodrogköz egészét bemutató látványos, korszerű állandó kiállításáért.
A Pulszky Társaság – Magyar Múzeumi Egyesület pályázatán „AZ ÉV KIÁLLÍTÁSA 2021” A BÍRÁLÓ BIZOTTSÁG OKLEVELÉT a Bodrogközi Múzeumporta érdemelte ki a Múltkor Háza című állandó kiállításáért, a 4 millió forint feletti bekerülési költségű állandó kiállítás kategóriában. Az alkotók: Á. Tóth József tartalmi és vizuális tervezés; Szvoboda László audiovizuális tartalom elkészítése; Hajdú Ildikó és Viga Gyula szakmai koncepció, etnográfiai tartalom.
2023. június 4-én az Országos Közgyűjtemények Szövetsége különdíját kapta 
az intézmény nagyszabású és látogatóbarát fejlesztéséért, gyűjteményeinek gyarapításáért, szakszerű és interaktív kiállításaiért, a helyi közösségek bevonásával folyó ismeretátadási tevékenységéért.

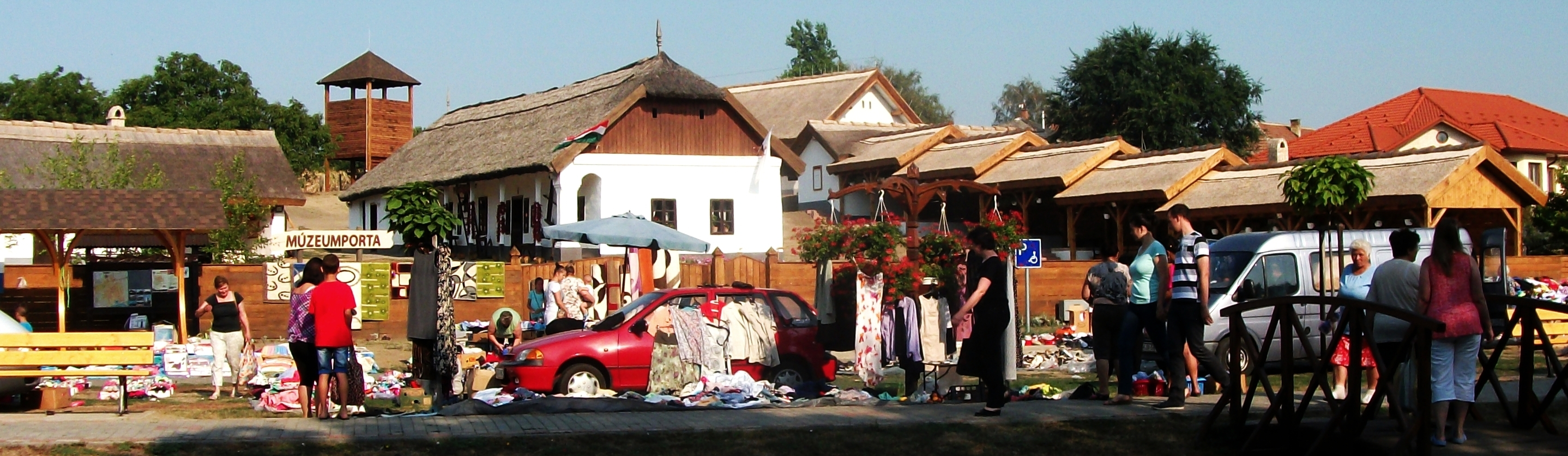
A Bodrogközi Múzeumporta látképe a főbejáat felől. Előtérben a cigándi piac. (2015)

## Az intézmény rendezvényei
- Zöldágjárás
- Cigándi Bélesfesztivál
- Márton napi vigasság
- Babonák vasárnapja
- Szent György Napi Forgatag és Virágvásár

## Kapcsolódó szócikk
- Cigándi Falumúzeum